# 飛哥傳奇
《飛哥傳奇》（英語：The Legend of a Professional）是一部陳會毅执导的香港黑幫片，於2001年上映。黃秋生、何超儀、羅蘭主演。

## 劇情慨要
阿豪（黃秋生飾演）為退休職業殺手，他以前為黑道殺手，但卻被阿華（王俊棠飾演）陷害，導致被拘捕入獄十年。十年後，豪出獄了，他馬上回去探望自己母親（羅蘭飾演），豪為一個孝順的人，最關心的是他自己母親，豪有一個女友阿君（何超儀飾演），但是，豪出獄的事很快被阿華及阿東（黃子揚飾演）得知，他們發誓要豪家破人亡，豪得知後，把女友訓練成殺手，目標是和自己對付阿華及阿東...

## 演員表
| 演員   | 角色   | 粵語配音 | 備註                                      |
| 黃秋生 | 阿豪   | 高翰文   | 退休職業殺手 阿華、阿東之天敵 阿君之男友  |
| 何超儀 | 阿君   |          | 阿豪之女友 被阿豪訓練為殺手為他報仇       |
| 羅蘭   | 豪母   | 曾慶珏   | 阿豪之母 被阿華綁架                       |
| 黃子揚 | 阿東   | 黃志明   | 江湖大哥 阿豪之天敵 和阿華合作對付阿豪    |
| 王俊棠 | 阿華   | 張炳強   | 江湖猛人 阿豪之天敵，在十年前陷害令其入獄 |
| 林祖輝 | 阿龍   |          |                                           |
| 羅冠蘭 |        |          | 阿龍的姐姐                                |
| 海俊傑 | 東手下 | 雷霆     | 江湖小混混 阿東之手下                     |
| 金童   | 龍父   | 張炳強   | 阿龍之父                                  |
| 江富強 |        |          | 江湖小混混 阿東之手下                     |

## 票房
本片是在2001年4月19日至4月25日上映，票房在六日來的成績明顯失敗，只取得港幣1320，此片被列為香港最低票房電影之一。

## 外部連結
- 香港影庫上《飛哥傳奇》的資料（繁體中文）
- 開眼電影網上《飛哥傳奇》的資料（繁體中文）
- 豆瓣电影上《飛哥傳奇》的資料 （简体中文）